# Na Špejcharu
Na Špejcharu je krátká ulice v Praze na západním okraji Letné, patřící ke čtvrti Holešovice (původně Bubny). Vede z ulice Badeniho k východu na okraj Letenských sadů, obtáčí prostor, kde stávala dřevěná studentská ubytovna Kolonka a nyní je v něm tramvajová smyčka Špejchar, a krátkou severojižní silnicí je spojena s ulicí Milady Horákové. V paralelní větvi této silnice je prostor pro odstavování městských autobusů, využívaný při výlukách, a zázemí pro dopravní personál, společné s tramvajovou smyčkou.

## Historie
Ulice vznikla po zahuštění zástavby kolem roku 1920, pojmenována však byla až v roce 1947. Jméno je odvozeno od někdejšího panského a později městského špejcharu, který stál na místě dnešního nároží ulic Badeniho a Milady Horákové.
V ulici je jediná adresa, Na Špejcharu 3 (č. p. 291), tzv. Modrý dům. Budova izraelského velvyslanectví, nacházející se na nároží ulic Na Špejcharu a Badeniho, která původně nesla orientační číslo 1, má nyní číslo 2 ulice Badeniho.